# Zarzuela del Pinar
Zarzuela del Pinar település Spanyolországban, Segovia tartományban. Zarzuela del Pinar Aguilafuente, Fuentepelayo, Navalmanzano, Pinarejos és Lastras de Cuéllar községekkel határos. Lakosainak száma 408 fő (2024).

## Népesség
A település népessége az elmúlt években az alábbi módon változott:
| Lakosok száma | 586  | 563  | 552  | 534  | 491  | 487  | 442  | 429  | 413  | 408  |
|               | 2001 | 2004 | 2007 | 2009 | 2012 | 2014 | 2017 | 2019 | 2022 | 2024 |